# اليكسندر باشى
اليكسندر باشى (31 مايو 1991 بلوزان في سويسرا - ) هو لاعب كرة قدم سويسري في مركز الوسط. شارك مع منتخب سويسرا تحت 20 سنة لكرة القدم. أما مع النوادي، فقد لعب مع نادي سيرفيت ونادي لوزان ونادي يانغ بويز.

## وصلات خارجية
- اليكسندر باشى على موقع قاعدة بيانات كرة القدم.إي يو (الإنجليزية)
- اليكسندر باشى على موقع Soccerway.com (الإنجليزية)
- اليكسندر باشى على موقع عالم كرة القدم.نت (الإنجليزية)